# Estatua de Harriet Tubman (DeDecker)
La estatua de Harriet Tubman es una estatua de bronce creado por la artista Jane DeDecker que honra la vida de la líder abolicionista Harriet Tubman y la representa caminando junto a un niño. Hay copias idénticas en las ciudades estadounidenses de Ypsilanti, Little Rock, Gainesville y Mesa.

## Ubicaciones
Existen siete copias de la estatua, varias de las cuales están situadas en diferentes ciudades de Estados Unidos. Los críticos han notado que la expresión de la estatua sugiere la "generosidad y los modales gentiles y cariñosos" de Tubman.
La copia de Ypsilanti, en el estado de Míchigan, se inauguró el 21 de mayo de 2006, como parte de la remodelación de una plaza adyacente a la Biblioteca del Distrito de Ypsilanti. Dos años más tarde, la junta de la biblioteca agregó una placa a que describe la vida y los logros de Tubman como respuesta a las consultas locales sobre la estatua; la placa original estaba en la base de la parte trasera, donde era difícil de leer. La placa y la estatua conmemoran la conexión de Ypsilanti con el Ferrocarril Subterráneo.
La copia de Little Rock, en el estado de Arkansas, se colocó originalmente en el Riverfront Park; sin embargo, durante la construcción del Game and Fish Nature Center, se reubicó en la entrada del Clinton Presidential Center como parte de una serie de seis obras de arte que bordean una pasarela desde el área del centro de Little Rock hasta el Centro Presidencial.
La copia de Gainesville, en el estado de Georgia (Estados Unidos), está ubicada en la entrada de Thurmond–McRae Lecture Hall en el campus de la Universidad Brenau. Su instalación fue la primera instancia de una institución educativa en el Sur de Estados Unidos que honra a Tubman de manera tan visible. Otra estatua idéntica se encuentra en el campus de la Universidad Brenau en Gainesville.